# スネッフの戦い
スネッフの戦い（スネッフのたたかい、フランス語: Bataille de Seneffe, オランダ語: Slag bij Seneffe, ドイツ語: Schlacht bei Seneffe）は、仏蘭戦争における戦闘の1つで、1674年8月11日に現在のベルギー・ワロン地域エノー州の都市スネッフでオランダ・神聖ローマ皇帝（ハプスブルク帝国）・スペイン同盟軍とフランス軍が衝突した。
同盟軍を率いるオランダ総督ウィレム3世はスペイン領ネーデルラントのシャルルロワに陣取るコンデ公ルイ2世のフランス軍に接近したが、フランス軍が動かないため南下してフランス本土に侵攻することにした。しかし、先鋒の神聖ローマ帝国軍の指揮官であるジャン＝ルイ・ラデュト・ド・スーシュは勝手に本隊から離れてしまい、後列のスペイン軍もブリュッセルへ戻って戦力が低下した。
コンデは同盟軍のこの動きを見逃さずシャルルロワから出撃、午前10時にスネッフにいた同盟軍の最後尾の部隊を攻撃した。ウィレム3世は急報を受けて増援を送ったが、スネッフの部隊は支えきれずスネッフを放棄して敗走、コンデは南の高台で待つオランダ軍も撃破すべく進撃したが、高台にはスーシュ率いる帝国軍が戻り西側へ布陣、ウィレム3世は東でフランス軍を待ち構えていた。それでもコンデは突撃を敢行したが、同盟軍の守備に阻まれ互いに損害を拡大、両軍は深夜になって撤退した。フランス軍の損害は死傷者10,000人、同盟軍の損害は死傷者15,000人、捕虜が5,000人に上った。両軍は戦闘終了後互いに勝利を主張したが、損害は同盟軍の方が大きいためフランス軍の勝利であった。
戦後の9月にウィレム3世はアウデナールデを包囲したがコンデに牽制され中止、代わりにオランダ駐屯のフランス軍の基地フラーヴェを落として、オランダからフランス軍を一掃した。1674年のネーデルラント戦役はこれで終わったが、翌1675年にコンデはサンブル川・マース川流域確保に動き出した。